# Nanularia
Nanularia es un género de escarabajos barrenadores metálicos del orden Coleoptera.

## Especies
- Nanularia alpina Bellamy, 1987
- Nanularia brunneata (Knull, 1947)
- Nanularia californica (Horn, 1875)
- Nanularia cupreofusca Casey, 1909
- Nanularia monoensis Bellamy, 1987
- Nanularia obrienorum Knull, 1971
- Nanularia pygmaea (Knull, 1941)